# Inno nazionale della Mauritania (1960)
L'inno nazionale della Mauritania del 1960 (in arabo  نشيد وطني موريتاني‎?) fu in vigore dal 1960 al 2017, prima di essere sostituito, a seguito del referendum del 2017, dall'attuale inno.
Le parole dell'inno sono tratte da una poesia del XIX secolo di Baba Ould Cheikh, la melodia è stata scritta da Tolia Nikiprowetzky, ed è stata adottata dopo l'indipendenza nel 1960. Il ritmo insolito e molto complesso dell'inno rende estremamente difficile da cantare . Per questo motivo, l'inno è spesso (ma erroneamente) indicato come senza parole .

## Testo
Ecco il testo sia in arabo sia in italiano.
| Arabo | Traduzione in Italiano |
| --- | --- |
| كن للاله ناصرا وأنكر المناكرا وكن مع الحق الذي يرضاك منك دائرا ولا تعد نافعا سواه أو ضائرا واسلك سبيل المصطفى ومت عليه سائرا وكن لقوم احدثوا في أمره مهاجرا قد موهوا بشبه واعتذروا معاذرا وزعموا مزاعما وسودوا دفاترا واحتنكوا أهل الفلا واحتنكوا الحواضرا وأورثت أكابر بدعتها أصاغرا وإن دعا مجادل في أمرهم إلى مرا فلا تمار فيهم إلا مراء ظاهرا | Essere un aiuto di Dio, e censurare ciò che è proibito, E sua volta con la legge che, che Egli vuole che tu segui, Tenere a nessuno di essere utili o dannose, se non per Lui, E percorrere la via di quella scelta, e morire mentre si è su di essa! Per ciò che era sufficiente per il primo di noi, è sufficiente per l'ultima, anche. E lasciate quelle persone che fanno cose cattive rispetto al Signore. Lo travisato facendolo simile, e in ogni genere di scuse. Hanno fatto affermazioni audaci, e hanno sporcato tanti libri. Hanno lasciato i nomadi e le persone sedentarie, entrambi fanno amare esperienze, E i grandi peccati del loro [dottrinale] innovazioni eredità di piccole dimensioni. E solo nel caso in cui disputanti, vi chiama a controversia sulle loro rivendicazioni, Non, quindi, disputa su di loro, se non per via di una controversia esterno. |